# 이우형 (산악인)
이우형(李祐炯, 1935년 12월 30일 ~ 2001년 4월 29일)은 대한민국의 아마추어 고지도 연구가이다.
1980년 겨울 인사동 고서점에서 조선 영조때 실학자 여암 신경준이 쓴 《문헌비고》의 ‘산수고(山水考)' 내용을 기반으로 누군가 다시 쓴 《산경표》를 발굴해 내었다. 1990년에는 대동여지도에 누락되었던 동여도의 지명을 대동여지도로 옮겨 편찬했다. 1995년 국립중앙박물관 수장고에 묻혀 있던 대동여지도 목판본을 찾아냈다. 고산자 김정호를 연구하여 잘못된 역사를 바로잡았다. 백두대간이라는 말을 널리 보급하는 데 기여하였다.